# Honungsdagg

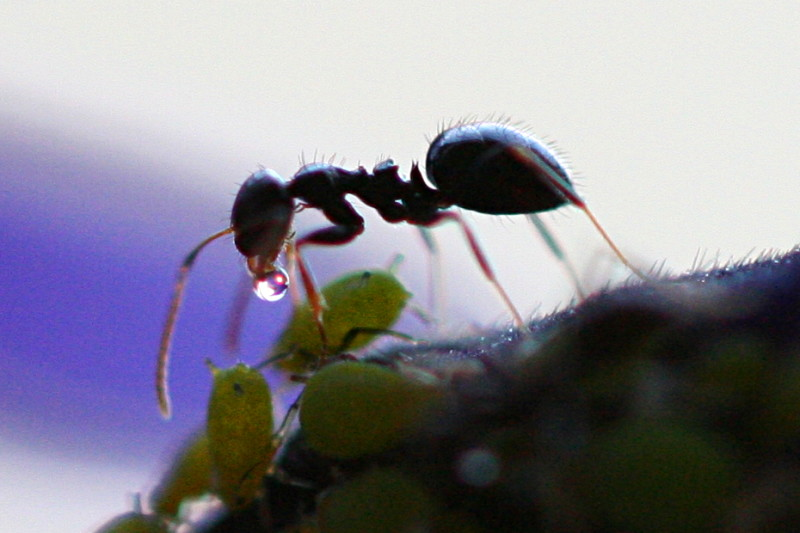
En bladlus producerar honungsdagg åt en myra i en symbiotisk relation

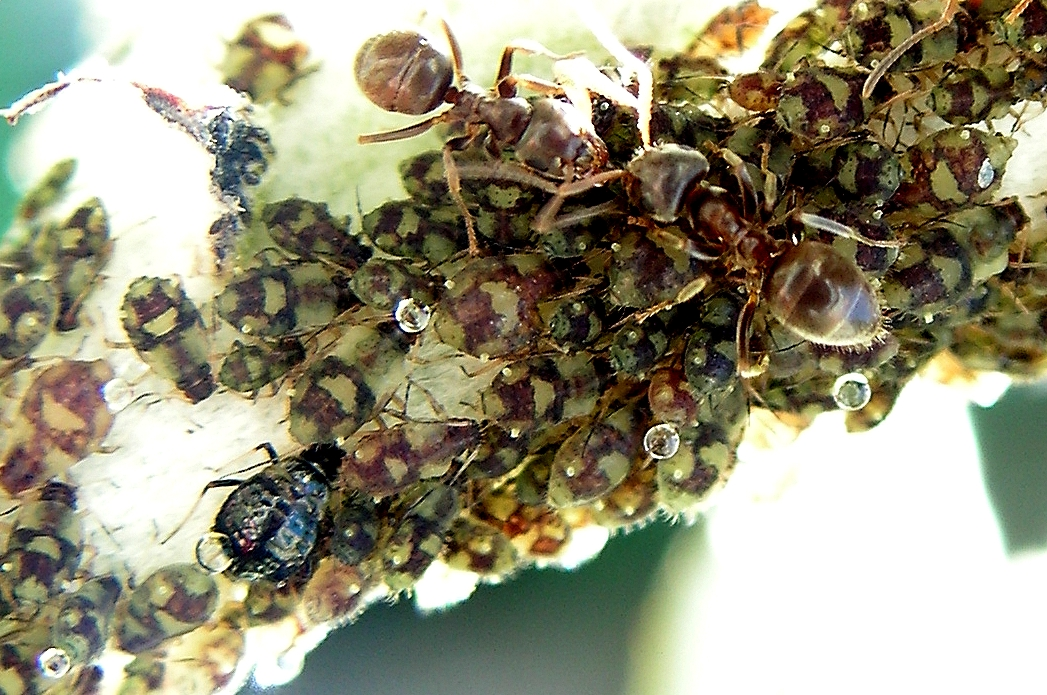
Notera de fem bubblorna av honungsdagg på fem av bladlössen

Honungsdagg är ett klibbigt och sockerrikt sekret, som utsöndras som avföring av bland annat bladlöss, sköldlöss och mjöllöss medan de suger i sig växtsaft. När munnen penetrerar floemet pressas den sockriga vätskan ut genom magens slutöppning.
Honungsdaggen är en biprodukt av insekternas konsumtion av växtsaften, där kvävehaltiga föreningar (aminosyror och amider) tillgodogörs medan sockret till största delen går rätt genom tarmsystemet.
Myror kan till och med 'mjölka' honungsdagg direkt från bladlöss, vilka tjänar på myrornas närvaro genom att de håller borta rovdjur, såsom nyckelpigan. Även bland annat getingar, flugor och bin samlar in och konsumerar honungsdagg.
Honungsdagg kan orsaka svampsjukdomar hos krukväxter.